# NASA Exceptional Achievement Medal
La NASA Exceptional Achievement Medal (EAM) è un riconoscimento attribuito a dipendenti governativi che hanno apportato significativi miglioramenti in termini di efficienza, tempistica, risparmio, tecnologico, a missioni NASA. La valutazione del riconoscimento considera i seguenti criteri:
- Il lavoro svolto durante il raggiungimento dell'obiettivo, quando questo produce risultati di alta qualità  e/o miglioramenti sostanziali a supporto della missione dell'Agenzia.
- Approcci innovativi utilizzati nella concezione, progettazione o esecuzione del lavoro dell'individuo.
- Impatto e importanza dei risultati dell'individuo in relazione agli obiettivi e all'immagine dell'Agenzia.

Il riconoscimento, rappresentato formalmente da una medaglia, è stato istituito nel 1959. I nominativi sono approvati dall'amministratore NASA e consegnati a un numero di individui e gruppi di lavoro accuratamente selezionati, sia governativi che non governativi, che si sono distinti fornendo eccezionali contributi alle missioni dell'agenzia. Il presidente dell'Incentive Awards Board (IAB) richiede annualmente i nominativi per i riconoscimenti assegnati dalla NASA. Dopo una rigorosa selezione da parte della commissione di revisione, le candidature vengono approvate dal direttore o dal funzionario responsabile e vengono inoltrate al Presidente IAB. Le medaglie e/o i certificati della NASA vengono successivamente consegnati ai destinatari dei premi dai più alti funzionari dell'Agenzia durante le cerimonie di premiazione annuali tenute in ciascun centro NASA.

## Destinatari
- Chris Adami, Jet Propulsion Laboratory, fisico
- Richard Arenstorf, Vanderbilt University, matematico
- Gordon Cooper, astronauta
- Carl Sagan, astronomo
- Alan Shepard, astronauta
- John Young, astronauta
- Charles L. Bennett, astrofisico
- Nancy Roman, astronoma NASA
- Stephen P. Maran, astronomo
- Joan Feynman, astrofisica